# T Lyrae
T Lyrae är en långsam irreguljär variabel av LB-typ i stjärnbilden Lyran. Den varierar i magnitud 7,5-9,2.